# Rose Conway-Walsh

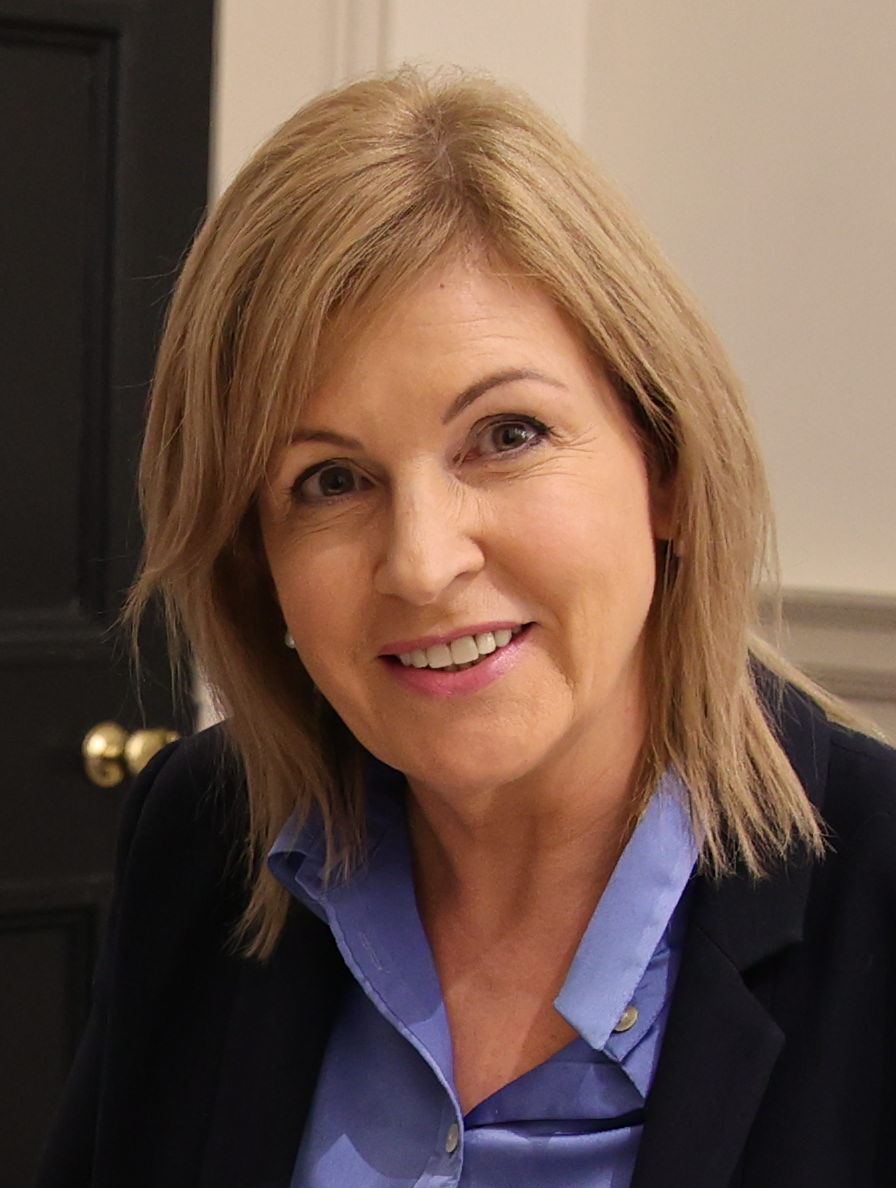
Rose Conway-Walsh (2024)

Rose Conway-Walsh (* 1969 oder 1970 in Ballycroy, County Mayo, Irland als Rose Conway) ist eine irische Politikerin der Sinn Féin, die von 2016 bis 2020 Mitglied des Seanad Éireann war und seit Februar 2020 Abgeordnete im Dáil Éireann ist.

## Leben
Nach ihrer Schulausbildung ging sie um 1990 nach London, kehrte aber bald wieder zurück und studierte Verwaltungsmanagement und kommunale Verwaltung an der University of Galway. Seit 1990 ist sie Mitglied im Parteivorstand (Ard Comhairle) der Sinn Féin. Sie engagierte sich insbesondere in der Förderung von Frauen in der Politik.
2000 heiratete sie Noel Walsh, mit dem sie zwei Kinder hat.
Conway-Walsh versuchte 2004 in den Mayo County Council gewählt zu werden. Dies gelang ihr erst 2009 und auch die Wiederwahl 2014 war erfolgreich. Sie trat bei den Wahlen zum Dáil Éireann 2011 und  2016 für die Sinn Féin im Wahlkreis Mayo an, dort verfehlte sie aber jeweils die erforderliche Stimmenzahl. 2016 zog sie aber über die Landwirtschaftsliste in den Seanad Éireann ein.
Erst mit der Wahl 2020 konnte sie dann in den Dáil Éireann einziehen. Diesen Sitz konnte sie 2024 verteidigen.